# Fernand Niel
Fernand Niel (Besiers, 4 de setembre de 1903 – París, 15 de desembre de 1985) va ser un escriptor i historiador francès. Els seus camps d'estudi es van centrar en el catarisme i el megalitisme.

## Recerca
Com Renat Nelli, Niel va començar la seva carrera consultant a l'aleshores autor autoritzat del catarisme, Deodat Roché. Roché va organitzar els primers congressos sobre catarísme a partir de 1948, i va ser en um d'aquests congressos, l'any 1949, on Niel va presentar la seva pròpia tesi sobre el castell "càtar" de Montségur. Aquest treball va ser publicat per l'Institut d'Estudis Occitans el mateix any. Niel havia escalat els penya-segats de la muntanya del castell de Montsegur per explorar-lo meticulosament i havia consultat els fons de la Biblioteca Nacional per trobar tota la informació disponible sobre el moviment càtar. Finalment, va descriure el castell com l'últim "temple solar" d'Europa.
Un estudi detallat de les construccions megalítiques a Anglaterra i la Bretanya també li va permetre teorizar que Stonehenge era també un temple solar. Segons aquesta hipòtesi el monument s'havia dissenyat i construït segons els moviments aparents del Sol perquè els arquitectes, per exemple, havien aconseguir alinear el seu eix longitudinal amb la pujada heliaca del solstici d'estiu. A més, Fernand Niel indica que aquesta "sortida del temple" forma un angle amb l'"entrada" sud que correspon aproximadament a la proporció àuria. "Això explica la impressió d'harmonia que se sent quan es mira aquesta part de Stonehenge".
Diversos historiadors critiquen les seves explicacions com a massa imaginatives. Per exemple, la consideració de Montsegur com a l'últim temple solar és una tesi que no es basa en cap font escrita. També considerava els càtars com a hereus de les religions maniquees de l'antiga Pèrsia, quan treballs històrics més recents mostren que el catarisme forma part més aviat d'un moviment pur de retorn als Evangelis (principalment al de Joan) que s'estenia per Europa des del segle xi.

## Obra
- Le Pog de Montségur - Tolosa - IEO (1949)
- Albigeois et Cathares - PUF : col. « Que sais-je ? » : 1955 (2010 : 18a edició)
- Dolmens et menhirs - PUF : col. « Que sais-je ? » : 1958 (1977 : 5a edició)
- Quéribus : la dernière forteresse cathare - Editions Robert Laffont : col. Les Enigmes de l'univers (1988)
- Les Cathares de Montségur - Editions Robert Laffont (1976), Editions Seghers (1978)
- La Civilisation des mégalithes, Editions Plon (1970)
- Connaissance des mégalithes, Editions Robert Laffont (1976)